# Erich Straub
Erich Straub (* 26. August 1885 in Durlach; † 29. April 1945 in Berlin) war ein deutscher Psychiater, der während der Zeit des Nationalsozialismus an Euthanasieverbrechen beteiligt war.

## Leben
Straub absolvierte nach dem Besuch der Oberrealschule ein Studium der Medizin an den Universitäten Freiburg, Rostock und Leipzig. Das Studium schloss er 1911 mit Promotion zum Dr. med. ab und war ab 1912 approbierter Mediziner. Zunächst war Straub an der Heil- und Pflegeanstalt in Neustadt tätig und ab 1919 in der Provinzial-Heil- und Pflegeanstalt Schleswig-Stadtfeld als Oberarzt beschäftigt.
Straub wurde 1922/23 Mitglied der NSDAP in München. Nach dem Parteiverbot trat er der NSDAP am 17. September 1926 mit der Mitgliedsnummer 43.987 erneut bei. Im Dezember 1929 konnte Straub als erster NSDAP-Abgeordneter in das Schleswiger Rathaus einziehen. Ab 1930 leitete er die Gauabteilung für Volksgesundheit und Rassenfürsorge der NSDAP. Nach der Machtübertragung an die Nationalsozialisten wurde Straub Ende März 1933 erneut in den Schleswiger Stadtrat gewählt. Im November 1933 wurde Straub von der Provinzialverwaltung in Kiel zum Landesrat ernannt und leitete die Fürsorgeerziehung.
Straub war vom 16. Februar 1941 bis zum 31. März 1943 in der Zentraldienststelle T4 tätig und ab dem 8. Juli 1941 T4-Gutachter. In dieser Funktion begutachtete er mehrfach Patienten der Kliniken in Schleswig-Stadtfeld und Hesterberg. Anfang 1944 wurde Straub pensioniert. Straub beging Ende April 1945 während der Schlacht um Berlin Suizid.

## Weblink
- Bild von Erich Straub